# Basserolis franklinae
Basserolis franklinae är en kräftdjursart som beskrevs av Gary C.B. Poore 1990. Basserolis franklinae ingår i släktet Basserolis och familjen Serolidae. Inga underarter finns listade i Catalogue of Life.